# Adele Beckmann

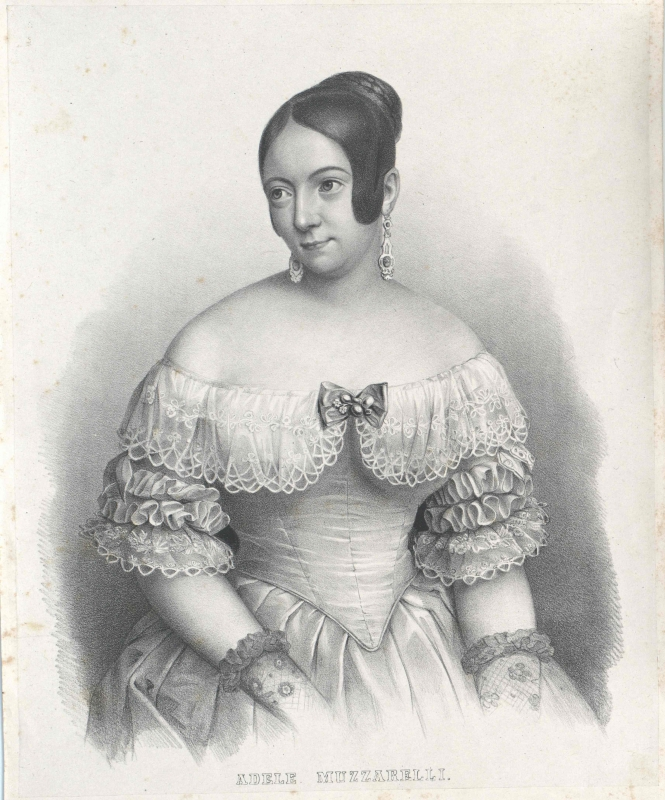
Adele Muzzarelli Beckmann

Adele Beckmann geborene Adele Muzzarelli (4. Juni 1816 in Wien – 3. November 1885 in Batignolles, Frankreich) war eine italienische Soubrette, Opernsängerin (Sopran) und Tänzerin.

## Leben
Die Enkelin des Ballettmeisters Muzarelli, seinerzeit Begründer des von Kaiser Josef ins Leben gerufene Balletts und die Tochter des Tenoristen Antonio Muzzarelli nahm frühzeitig Gesangsunterricht bei Giuseppe Ciccimara und wurde als Choristin am Hofoperntheater engagiert.
Bald darauf kam sie nach Brünn, wo sie zwei Jahre wirkte. 1835 ging sie ans Königstädtische Theater Berlin. Dort blieb sie bis 1845.
1838 heiratete Adele Muzzarelli den damals berühmten Komiker Friedrich Beckmann. 
1845 zog sie sich von der Bühne zurück.
Sie war Gründerin der Friedrich-Beckmann-Stiftung zur Unterstützung bedürftiger österreichischer Bühnenangehöriger, die sich um „brotlose, würdige, hilfsbedürftige, deutsche Schauspieler und Schauspielerinnen etc., von welcher Stadt und Konfession sie auch sein mögen, nach Verdienst und bedrängter Lage“ kümmerte. Dieser Stiftung vermachte sie ihr nicht unbeträchtliches Vermögen.